# 加权余量法
在应用数学中，加权余量法（MWR）是求解微分方程的方法。假设这些微分方程的解通过近似函数的有限和很好地近似{\displaystyle \phi _{i}}。在这种情况下，所选择的加权余量法用于找到每个相应测试函数的系数值。产生的系数用于在所选择的范数中使测试函数的线性组合与实际解之间的误差最小。

## 表示法
本段对加权余量法中使用的符号进行简要介绍。
- {\displaystyle u(x)}表示应用MWR方法的微分方程的解。
- 解决上述微分方程应设置为等同于设置某些函数{\displaystyle R\left(x,u,u_{x},\ldots ,{\frac {d^{n}u}{dx^{n}}}\right)}将余量置为零。
- 加权余量法的每种方法都涉及一些应该用的“近似函数” {\displaystyle w_{i}}。
- 自由度应表示为 {\displaystyle a_{i}}。
- 如果假设解微分方程 {\displaystyle R\left(x,u,u_{x},\ldots ,{\frac {d^{n}u}{dx^{n}}}\right)=0} 是线性的（在自由度上），那么所述形式中使用的基函数应表示为{\displaystyle \phi _{i}}。